# Ave María (Florida)
Ave María es una ciudad en desarrollo del condado de Collier, del estado de la Florida Estados Unidos, con una población de aproximadamente 7,000 habitantes,de todos los credos y culturas,ya que todos son bienvenidos y fue fundada en los linderos de pantanos por Tom Monaghan. Se considera como una ciudad universitaria planeada para 1.100 estudiantes, y está situada a 180 km de Miami, cerca de Immokalee y al este de Naples.

## Historia
Ave María es una comunidad no incorporada  con enfoque en la fe católica, que fue fundada en 2005 por Ave María Development Company, una asociación formada por las Barron Collier Companies y la Fundación Ave María liderada por el filántropo católico Tom Monaghan, fundador de Domino's Pizza y cabeza de la Universidad Ave María en ese momento. Monaghan se desempeñó como canciller de la Universidad Ave María hasta febrero de 2011. El desarrollo de la ciudad fue posible cuando la legislatura de Florida creó el Distrito Comunitario Ave María Stewardship, un gobierno local limitado cuyo propósito era proporcionar infraestructura comunitaria, incluyendo sistemas de desarrollo comunitario, instalaciones, servicios, proyectos y mejoras. En 2015-16, se clasificó como la 40a comunidad planificada principal más vendida en los Estados Unidos, de las 230 comunidades de este tipo estudiadas.
Las calles llevan nombres de santos, y cuenta con un museo (santa Teresa de Calcuta) y comunidades de apoyo provida. La delincuencia es nula y el desempleo también, por lo que es el más bajo en todo el país.

## Comercio
Ave María es la sede de varias instituciones y negocios. Las noticias locales son cubiertas por una revista impresa mensual, Ave María Neighbors, que comparte historias de familias locales, un calendario de acontecimientos y temas de interés humano en la comunidad.No se venden artículos considerados nocivos por la Iglesia Católica como anticonceptivos o pornografía. El precio de las casas es bastante más bajo en relación con otras ciudades de todo el estado de  Florida. Hay todo tipo de servicios como restaurantes, peluquerías, veterinarias, escuela de danza y lo demás necesario en una ciudad. La disciplina es notable, pero no hay restricciones adicionales a las exigidas por las leyes del estado.

## Oratorio Ave María

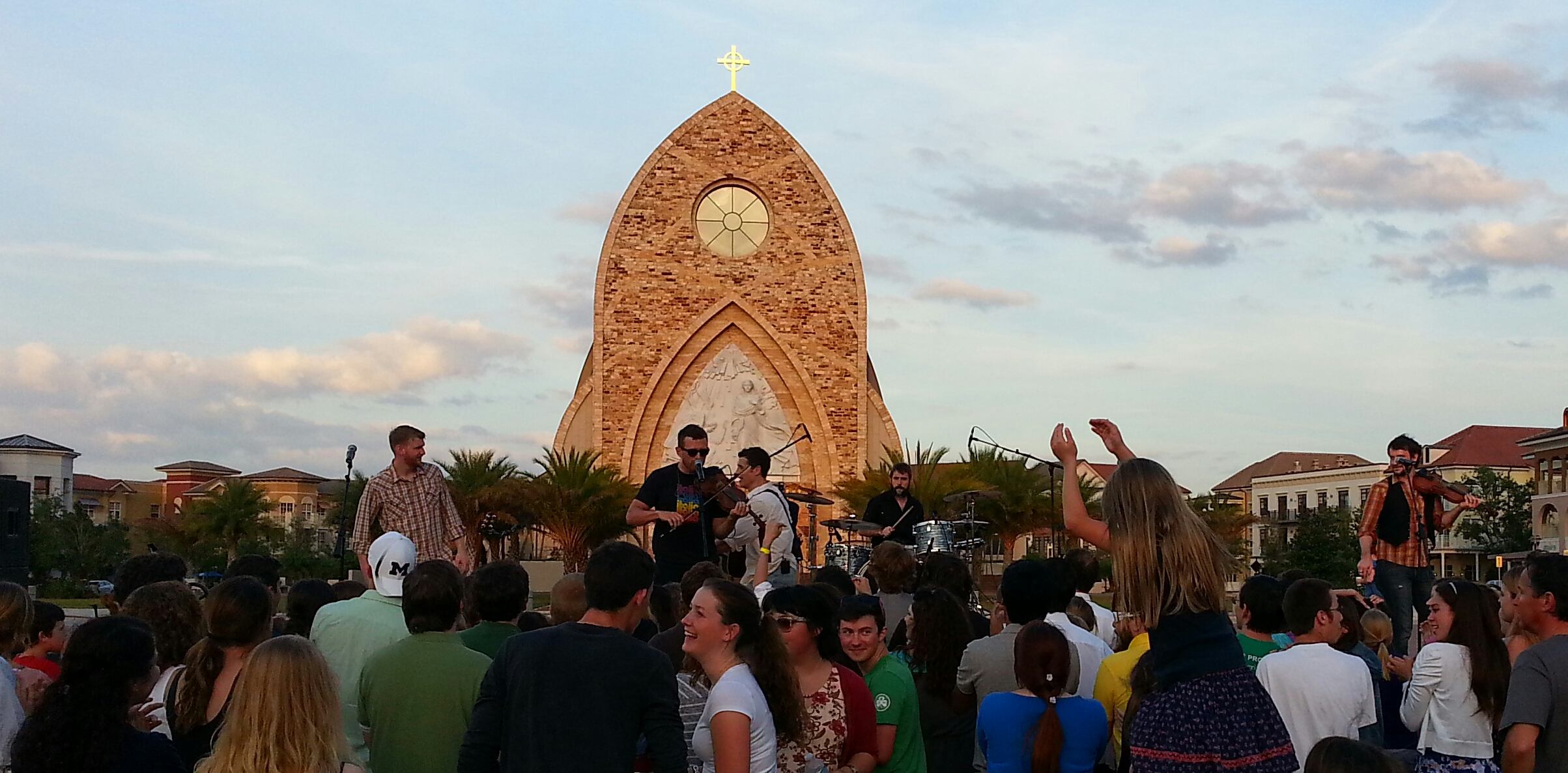
La banda Scythian actúa en un festival frente al Oratorio Ave María con escultura de Anunciación visible en el fondo.

La ciudad fue planeada con la gran iglesia Ave María en el centro, cuya fachada muestra la escultura de 9 metros de altura de la Anunciación, que representa al Arcángel Gabriel saludando a la Virgen María con las palabras "Ave María".Fue esculpida por el escultor Márton Váró. La escultura "Buen Pastor" de Váró también está instalada dentro del Oratorio, y está tallada en mármol de la Cueva Michelangelo en Carrara, Italia.
El edificio sirve como sede de la Iglesia Católica Ave María, parte de la Diócesis de Venecia, y sirve como parroquia para los residentes locales y estudiantes. Una de las características más distintivas del oratorio es su estructura de acero, gran parte de la cual está expuesta interna y externamente. La emblemática iglesia recibió un premio de arquitectura del Instituto Americano de Construcción de Acero (AISC) en 2008. Monaghan ha mostrado un interés significativo en la arquitectura durante más de 50 años y ha sido uno de los mayores coleccionistas del mundo de las obras y recuerdos de Frank Lloyd Wright.

## Ecología
Ave María tiene un grave problema de mosquitos y fue rociada más de 30 veces por medio de un avión con pesticidas del Distrito de Control de Mosquitos Collier en 2015 con organofosfatos y piretroides, lo que lo convierte en el área más rociada en el suroeste de Florida. El portavoz del Distrito de Control de Mosquitos Collier declaró en 2012 al Ave Maria Herald: "El químico utilizado en la pulverización es Naled, un organofosfato que la EPA ha determinado que es extremadamente seguro". El documento de re-registro de la EPA de 2006 para Naled requiere un intervalo de reingreso de 48 horas para los trabajadores agrícolas como "Naled puede causar inhibición de la colinesterasa en los seres humanos".